# Sabellius
Sabellius byl křesťanský kněz a teolog původem zřejmě z Libye či Egypta. Přišel do Říma a stal se vůdcem zastáncům modalismu, za což jej papež Kalixt I. roku 220 exkomunikoval. 
Proti obecně přijímané křesťanské nauce o třech osobách v Bohu (Trojice) Sabellius učil, že Bůh je nedělitelný, ale lze mu přiřknout tři základní způsoby či modi (stvořitel, vykupitel, dárce milosti). Toto učení bývá označováno jako sabellianismus, který byl římskou synodou roku 262 odsouzen jako hereze.